# Janez Demšar
Janez Demšar [jánez démšar], slovenski računalnikar in politik. * 1971.

## Življenje in delo
Demšar se je leta 1990 vpisal na Fakulteto za naravoslovje in tehnologijo, Oddelek za fiziko Univerze v Ljubljani. Leta 1996 je diplomiral na Fakulteti za računalništvo in informatiko (FRI) pod mentorstvom akademika Ivana Bratka. Na tej fakulteti je delal tudi kot mladi raziskovalec. Leta 2002 je na tej fakulteti opravil tudi doktorat z disertacijo na temo funkcijske dekompozicije, metode konstruktivne indukcije brez vnaprej podane množice operatorjev pod mentorstvom Bratka in Blaža Zupana.
Zaposlen je v Laboratoriju za bioinformatiko, na FRI pa je redni profesor in predava pri več predmetih na visokem strokovnem študiju.
Raziskovalno se Demšar ukvarja z različnimi metodami odkrivanja znanja iz podatkov, predvsem pa se ukvarja s strojnim učenjem, predvsem v povezavi z vizualizacijo, ki naj bi pomagala čim jasneje posredovati informacije uporabnikom. Aplikativno se ukvarja s problemi s področja medicine in genetike. Kot programer sodeluje pri razvoju odprtokodnega komponentnega sistema za strojno učenje in odkrivanje zakonitosti v podatkih Orange. 
Je dolgoletni pisec strokovnih in poljudnoznanstvenih člankov v revijah Programer, Monitor in drugih. Je predavatelj tudi na Pedagoški fakulteti UL in na Nacionalni raziskovalni univerzi Rusije Višji ekonomski šoli v Moskvi (NRU VEŠ/НИУ ВШЭ), pogovorno znani kot Viška (Вышка).
Skupaj z ženo je prevedel stran CS Unplugged v stran Vidra, otroke v šoli je učil vizualni programski jezik scratch. Od poletja 2013 FRI na njegovo pobudo organizira Poletne šole tudi za osnovnošolce. Sodeluje v Programskem svetu tekmovanja Bober, pomaga pri akcijah kot je Teden programiranja, predava na izobraževanjih za učitelje in je aktiven z otroki na Znanstivalu Hiše eksperimentov.

## Priznanja

### Nagrade
Prejel je več priznanj, plaket in nagrad. Za sistem Orange je z Blažem Zupanom leta 2022 prejel Puhovo nagrado za vrhunske dosežke.